# Ballando con le stelle (ottava edizione)
L'ottava edizione di Ballando con le stelle è andata in onda dal 7 gennaio al 17 marzo 2012 su Rai 1, condotta da Milly Carlucci con Paolo Belli. 
L’edizione è stata vinta dalla coppia formata dall'attore e modello Andrés Gil e dalla ballerina Anastasia Kuzmina.
Dal 24 marzo al 7 aprile 2012 è andato in onda lo spin-off Ballando con te, sempre condotto da Milly Carlucci con la partecipazione di Ria Antōniou e Paolo Belli.

## Cast

### Concorrenti
| VIP                         | Attività                               | Insegnante         | Stato                |
| --------------------------- | -------------------------------------- | ------------------ | -------------------- |
| Andrés Gil                  | Attore e modello                       | Anastasia Kuzmina  | Vincitori            |
| Marco Delvecchio            | Ex calciatore                          | Sara Di Vaira      | Secondi classificati |
| Anna Tatangelo              | Cantante                               | Stefano Di Filippo | Terzi classificati   |
| Ria Antōniou                | Modella e showgirl                     | Raimondo Todaro    | Terzi classificati   |
| Bobo Vieri                  | Ex calciatore                          | Natalia Titova     | Quinti classificati  |
| Lucrezia Lante della Rovere | Attrice                                | Simone Di Pasquale | Sesti classificati   |
| Sergio Assisi               | Attore                                 | Ekaterina Vaganova | Eliminati            |
| Thomas Degasperi            | Sciatore nautico                       | Natalia Maidiuk    | Eliminati            |
| Alex Belli                  | Attore e modello                       | Samanta Togni      | Eliminati            |
| Ariadna Romero              | Attrice e showgirl                     | Mirko Sciolan      | Eliminati            |
| Claudia Andreatti           | Conduttrice e annunciatrice televisiva | Samuel Peron       | Eliminati            |
| Gianni Rivera               | Ex calciatore                          | Yulia Musikhina    | Eliminati            |
| Stefano Campagna            | Giornalista                            | Natalia Maidiuk    | Ritirati             |

### Giuria
- Ivan Zazzaroni
- Fabio Canino
- Carolyn Smith (presidente di giuria)
- Guillermo Mariotto

### Opinionista
- Sandro Mayer

## Tabellone
Legenda
     Coppia salva
     Coppia salvata dalla giuria
     Coppia salvata dal pubblico a casa
     Coppia eliminata provvisoriamente
     Coppia eliminata definitivamente
     Coppia ripescata
     Coppia ripescata ma non rientra in gara
     Coppia ritirata
     Coppia non ancora in gara
     Coppia non gareggiante in puntata
| Concorrente                 | Ballerino/a        | Puntate         | Puntate         | Puntate         | Puntate         | Puntate         | Puntate         | Puntate         | Puntate         | Puntate         | Puntate         |
| Concorrente                 | Ballerino/a        | 1ª              | 2ª              | 3ª              | 4ª              | 5ª              | 6ª              | 7ª              | Ripescaggio     | Semifinale      | Finale          |
| --------------------------- | ------------------ | --------------- | --------------- | --------------- | --------------- | --------------- | --------------- | --------------- | --------------- | --------------- | --------------- |
| Andrés Gil                  | Anastasia Kuzmina  | Salvi           | Salvi           | Salvi           | Salvi           | Salvi           | Salvi           | Eliminati (31%) | Ripescati       | Ultimi 2 (75%)  | Vincitori (57%) |
| Marco Delvecchio            | Sara Di Vaira      | Salvi           | Salvi           | Salvi           | Ultimi 3        | Salvi           | Ultimi 4        | Ultimi 2 (55%)  | Salvi           | Ultimi 3        | Secondi (43%)   |
| Anna Tatangelo              | Stefano Di Filippo | Salvi           | Salvi           | Salvi           | Salvi           | Salvi           | Salvi           | Ultimi 4        | Salvi           | Salvi           | Terzi (41%)     |
| Ria Antōniou                | Raimondo Todaro    | Salvi           | Salvi           | Salvi           | Salvi           | Salvi           | Ultimi 3 (41%)  | Salvi           | Salvi           | Salvi           | Terzi (38%)     |
| Bobo Vieri                  | Natalia Titova     | Salvi           | Salvi           | Salvi           | Salvi           | Ultimi 3        | Salvi           | Salvi           | Salvi           | Salvi           | Quinti (46%)    |
| Lucrezia Lante della Rovere | Simone Di Pasquale | Salvi           | Salvi           | Ultimi 3        | Ultimi 2 (61%)  | Salvi           | Salvi           | Eliminati (45%) | Ripescati (63%) | Salvi           | Sesti (41%)     |
| Sergio Assisi               | Ekaterina Vaganova | Salvi           | Salvi           | Salvi           | Ritirati        | Ritirati        | Ritirati        | Ripescati       | Salvi           | Eliminati (25%) |                 |
| Thomas Degasperi            | Natalia Maidiuk    | Non in gara     | Non in gara     | Non in gara     | Non in gara     | Non in gara     | Ripescati (31%) | Non ripescati   | Eliminati (15%) |                 |                 |
| Alex Belli                  | Samanta Togni      | Salvi           | Ultimi 2 (73%)  | Salvi           | Salvi           | Ultimi 2 (64%)  | Eliminati (28%) | Non ripescati   | Eliminati       |                 |                 |
| Ariadna Romero              | Mirko Sciolan      | Ultimi 3        | Eliminati (27%) |                 |                 | Ripescati (36%) | Non ripescati   | Non ripescati   | Eliminati       |                 |                 |
| Claudia Andreatti           | Samuel Peron       | Ultimi 2 (66%)  | Salvi           | Ultimi 2 (75%)  | Eliminati (39%) | Non ripescati   | Non ripescati   | Non ripescati   | Eliminati (22%) |                 |                 |
| Gianni Rivera               | Yulia Musikhina    | Salvi           | Ultimi 3        | Eliminati (25%) |                 | Non ripescati   | Non ripescati   | Non ripescati   | Eliminati       |                 |                 |
| Stefano Campagna            | Natalia Maidiuk    | Eliminati (34%) |                 |                 |                 |                 | Ritirati        |                 |                 |                 |                 |

## Balli eseguiti
| Coppia                                           | 1             | 2             | 3             | 4                        | 5                         | 6           | 7                                           | 8                                                | 9                                      | 10                                                |
| ------------------------------------------------ | ------------- | ------------- | ------------- | ------------------------ | ------------------------- | ----------- | ------------------------------------------- | ------------------------------------------------ | -------------------------------------- | ------------------------------------------------- |
| Andrés Gil e Anastasia Kuzmina                   | Merengue      | Samba         | Jive          | Valzer                   | Quickstep – Capoeira      | Tango       | Boogie Woogie – Salsa – Tango               | Cha cha cha – Salsa New York Style               | Paso doble – Charleston – Danse apache | Rumba – Boogie Woogie – Tango – Valzer            |
| Marco Delvecchio e Sara Di Vaira                 | Samba         | Boogie Woogie | Paso doble    | Quickstep                | Jive – Capoeira           | Valzer      | Tango – Dance apache                        | Merengue – Salsa New York Style – Jive – Salsa   | Rumba – Salsa                          | Charleston – Boogie Woogie – Tango – Danse apache |
| Anna Tatangelo e Stefano Di Filippo              | Jive          | Salsa         | Cha cha cha   | Tango                    | Boogie woogie – Burlesque | Rumba       | Quickstep – Merengue – Tango                | Merengue – Jive – Salsa                          | Samba – Cha cha cha                    | Paso doble– Boogie Woogie– Tango                  |
| Ria Antōniou e Raimondo Todaro                   | Salsa         | Jive          | Rumba         | Valzer                   | Tango – Burlesque         | Cha cha cha | Samba – Charleston                          | Merengue – Salsa New York Style – Jive – Salsa   | Quickstep                              | Paso doble – Boogie Woogie – Tango                |
| Bobo Vieri e Natalia Titova                      | Boogie Woogie | Salsa         | Tango         | Jive                     | Paso doble – Capoeira     | Quickstep   | Valzer – Dance apache – Merengue            | Merengue – Jive – Salsa                          | Samba – Boogie Woogie                  | Rumba – Jive                                      |
| Lucrezia Lante della Rovere e Simone Di Pasquale | Tango         | Paso doble    | Salsa– Rumba  | Charleston – Cha cha cha | Valzer – Burlesque        | Samba       | Merengue – Dance apache – Quickstep – Tango | Jive – Salsa New York Style – Paso doble – Rumba | Boogie Woogie – Valzer                 | Salsa – Rumba                                     |
| Sergio Assisi ed Ekaterina Vaganova              | Tango         | Paso doble    | Rumba         | –                        | –                         | –           | Valzer                                      | Merengue – Jive – Salsa                          | Boogie Woogie – Salsa                  | –                                                 |
| Thomas Degasperi e Natalia Maidiuk               | –             | –             | –             | –                        | –                         | Jive        | –                                           | Cha cha cha – Tango                              | –                                      | -                                                 |
| Alex Belli e Samanta Togni                       | Paso Doble    | Tango         | Jive          | Rumba                    | Samba – Capoeira          | Salsa       | –                                           | Charleston – Salsa                               | –                                      | –                                                 |
| Claudia Andreatti e Samuel Peron                 | Charleston    | Jive          | Tango – Salsa | –                        | –                         | –           | Valzer – Samba                              | –                                                | –                                      | -                                                 |
| Gianni Rivera e Yulia Musikhina                  | Quickstep     | Charleston    | Valzer        | –                        | –                         | –           | –                                           | Tango – Paso doble                               | –                                      | –                                                 |
| Ariadna Romero e Mirko Sciolan                   | Salsa         | Cha cha cha   | –             | –                        | Rumba – Burlesque         | –           | –                                           | Tango – Paso doble                               | –                                      | –                                                 |
| Stefano Campagna e Natalia Maidiuk               | Samba         | –             | –             | –                        | –                         | –           | –                                           | –                                                | –                                      | –                                                 |

## Ballerini per una notte
| Puntata    | Ospite               | Attività            | Ballerino/a           | Ballo         | Punteggio | Assegnatari tesoretto                            |
| ---------- | -------------------- | ------------------- | --------------------- | ------------- | --------- | ------------------------------------------------ |
| 1ª         | Oscar Pistorius      | Ex velocista        | Annalisa Longo        | Tango         | 40        | Ariadna Romero e Mirko Sciolan                   |
| 2ª         | Giancarlo Fisichella | Ex pilota           | Annalisa Longo        | Boogie Woogie | 32        | Gianni Rivera e Yulia Musikhina                  |
| 3ª         | Laura Esquivel       | Attrice             | Ferdinando Iannacone  | Salsa         | 40        | Lucrezia Lante della Rovere e Simone Di Pasquale |
| 4ª         | Stefania Sandrelli   | Attrice             | Roberto Imperatori    | Tango         | 40        | Marco Delvecchio e Sara Di Vaira                 |
| 5ª         | Fabio De Luigi       | Attore              | Roberto Imperatori    | Paso doble    | 40        | Cristian Vieri e Natalia Titova                  |
| 5ª         | Claudia Gerini       | Attrice             | Roberto Imperatori    | Paso doble    | 40        | Cristian Vieri e Natalia Titova                  |
| 6ª         | Max Giusti           | Attore e conduttore | Vicky Martin          | Tango         | 29        | Marco Delvecchio e Sara Di Vaira                 |
| 7ª         | Nino Frassica        | Attore              | Annalisa Longo        | Cha cha cha   | 38        | Anna Tatangelo e Stefano Di Filippo              |
| 8ª         | Gigi D'Alessio       | Cantante            | Annalisa Longo        | Valzer        | 40        | Andrés Gil e Anastasia Kuzmina                   |
| 8ª         | Loredana Bertè       | Cantante            | Roberto Imperatori    | Tango         | 40        | Andrés Gil e Anastasia Kuzmina                   |
| Semifinale | Emma Marrone         | Cantante            | Ferdinando Iannaccone | Tango         | 40        | Marco Delvecchio e Sara Di Vaira                 |

## Ascolti
| Puntata     | Messa in onda    | Telespettatori | Share  |
| ----------- | ---------------- | -------------- | ------ |
| 1           | 7 gennaio 2012   | 5 949 000      | 26,50% |
| 2           | 14 gennaio 2012  | 5 266 000      | 23,77% |
| 3           | 21 gennaio 2012  | 5 250 000      | 22,64% |
| 4           | 28 gennaio 2012  | 5 241 000      | 21,86% |
| 5           | 4 febbraio 2012  | 5 617 000      | 22,37% |
| 6           | 11 febbraio 2012 | 5 418 000      | 21,64% |
| 7           | 25 febbraio 2012 | 4 514 000      | 19,95% |
| Ripescaggio | 3 marzo 2012     | 4 822 000      | 21,87% |
| Semifinale  | 10 marzo 2012    | 4 950 000      | 22,88% |
| Finale      | 17 marzo 2012    | 5 689 000      | 28,44% |
| Media       | Media            | 5 272 000      | 23,19% |